# Mammillaria lasiacantha
Mammillaria lasiacantha är en kaktusväxtart som beskrevs av Georg George Engelmann. Mammillaria lasiacantha ingår i släktet Mammillaria och familjen kaktusväxter. Inga underarter finns listade i Catalogue of Life.

## Bildgalleri

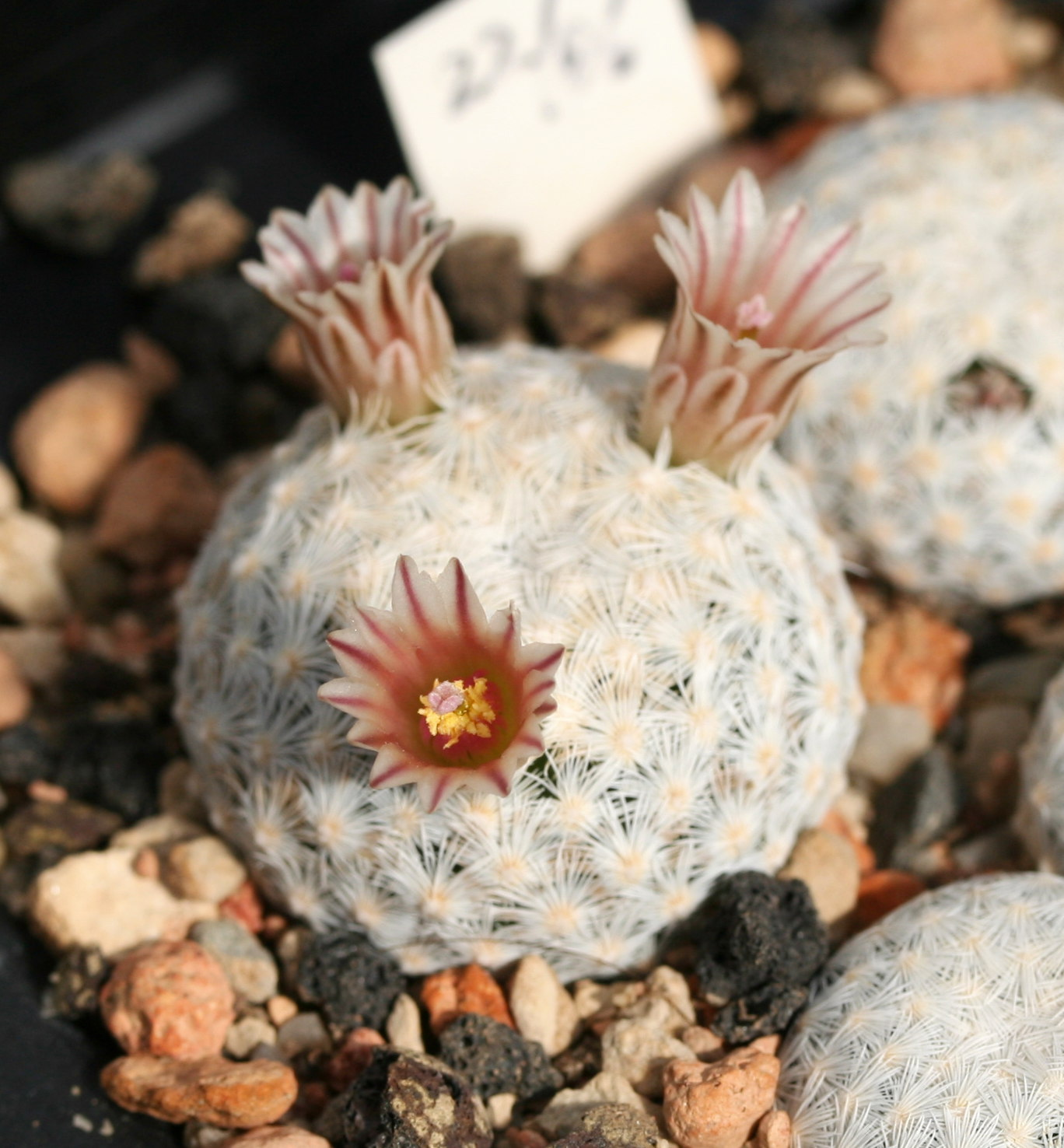